# Усть-Серта
Усть-Серта — село в Чебулинском районе Кемеровской области. Входит в состав Усть-Сертинского сельского поселения.

## География
Село расположено на северо-востоке Кемеровской области, входит в состав Чебулинского района. Рельеф – равнина, холмы. Климат резко континентальный. Средняя температура летом +17˚+19˚С; зимой -17˚-20˚С. 
Центральная часть населённого пункта расположена на высоте 142 метров над уровнем моря.
Место расположения села Усть-Серта выбрано не случайно. Реки Кию и Серту можно было использовать не только для рыбной ловли, но и как транспортные артерии, а р. Серту – для развивающейся впоследствии мукомольной промышленности.

## Население
По данным Всероссийской переписи населения 2010 года, в селе Усть-Серта проживает 1316 человек (606 мужчин, 710 женщин).

## Организации
- Храм иконы Божией Матери «Казанская»[7]